# Mieko Shiomi
Mieko (Chieko) Shiomi (jap. 塩見 允枝子 Shiomi Mieko; ur. 1 stycznia 1938 w Okayamie) – japońska kompozytorka i artystka.

## Biografia
Lekcje muzyki rozpoczęła już w dzieciństwie. Następnie w 1957 roku studiowała teorię muzyki na State University of the Arts w Tokyo. W 1960 roku założyła grupę Ongaku, której ideą było zgłębianie aspektów improwizacji. Do członków grupy należeli Takehisa Kosugi, Shukou Mizuno, Mikio Tojima i Gen'ichi Tsuge i Yasunao Tone. Grupa organizowała wydarzenia z udziałem takich artystów, jak John Cage, La Monte Young i George Brecht. Jej zainteresowania krążyły wokół zagadnień nurtu muzyki konkretnej oraz różnego rodzaju obiektów dźwiękowych. Dążyli do wykorzystania dźwięków spoza tego, co zwykle uważane jest za muzykę. Do nie-muzycznych dźwięków przez nich wykorzystywanych należały między innymi odgłosy odkurzacza, radio, zastawy stołowej, czy eksperymenty z wykorzystaniem taśmy magnetofonowej.
Do Okayamy powróciła w 1962 roku po uzyskaniu tytułu licencjata na State University of the Arts w Tokyo. Podczas swojego występu solo zaprezentowała własne kompozycje, ale także dzieła amerykańskich kompozytorów - Johna Cage'a oraz Mortona Feldmana. Między 1963, a 1964 rokiem rozpoczęła komponować tzw. action poems, w których całkowicie wyeliminowała partyturę muzyczną na rzecz słownych instrukcji pozostawionych do interpretacji wykonawcy.
W latach 1964-1965 mieszkała w Nowym Jorku, gdzie przybyła na zaproszenie Georga Maciunasa. Brała udział w wydarzeniach organizowanych przez Fluxus. Shiomi uczestniczyła w Perpetual Fluxfest w Washington Square Gallery, 30 października 1964 roku. Zaprezentowała sześć utworów, które angażowały widownię, jako współuczestników. Skomponowała tu również cykl utworów Spatial Poems. Shiomi zabiegała o udział artystów Fluxusu z całego świata, by brali udział w jej projektach. Dziewięć utworów z cyklu Spatial Poems zostało opublikowanych w broszurze w 1975 roku. Powróciła do Japonii w 1965, lecz mimo to kontynuowała współpracę z grupą.
Od 1965 do 1970 roku Mieko Shiomi mieszkała w Tokyo, gdzie nauczała gry na fortepianie. Ponownie nawiązała kontakt z członkami japońskiej awangardy. Po 1977 roku skoncentrowała się nad własnymi kompozycjami, nadal utrzymując kontakty z Fluxusem. Obecnie Shiomi mieszka w Osace.

## Kompozycje
Shiomi komponuje dzieła z wykorzystaniem elementów otoczenia. Wybrane kompozycje obejmują:
- Endless Box, 1963-64
- Boundary Music, 1963
- Water Music, 1965
- Disappearing Music for Face, 1966
- Spatial Poems

Jej prace zostały nagrane i wydane na CD, w tym:
- Requiem for George Maciunas, 1990
- Fluxus Suite (CD), 2002